# Arielulus cuprosus
Arielulus cuprosus е вид прилеп от семейство Гладконоси прилепи (Vespertilionidae).

## Разпространение
Видът е разпространен в Малайзия.